# بلطاصر
بلطاصر أو بلطاسر وهو اسم ورد في الثقافة الأوروبية المسيحية لأحد المجوس الثلاثة ألذين زاروا يسوع أثناء ولادته في بيت لحم مع كاسبار وملكيور بعد متابتعهم للنجم، وصف بأنه ملك العرب وتم رسمه على شكل أفريقي أسود، حيث أهدى المر ليسوع ويعد قديسا في المسيحية مع الشخصيتين المجوسيتين الأخريين.